# Liste der Mitglieder der Neuen Gruppe
Diese Liste führt alle lebenden und verstorbenen Mitglieder der Neuen Gruppe auf, die nachweislich im offiziellen Internetauftritt dieser Künstlervereinigung aufgeführt sind. Zumindest das Geburtsjahr sollte bekannt und nachprüfbar sein.
Die Künstlervereinigung Neue Gruppe e.V. wurde 1947 in München gegründet; sie ist neben der Münchener Secession und der Neuen Münchener Künstlergenossenschaft eine der drei Organisationen, die gemeinsame Ausstellungen im Haus der Kunst organisieren; u. a. die jährliche Große Kunstausstellung.
Dazu überprüfbare Weblinks sind
- für die derzeit aktuellen Mitglieder:  → neuegruppe-hausderkunst.de: Mitglieder (abgerufen am 21. April 2016)
- für einen Teil der verstorbenen Mitglieder: → neuegruppe-hausderkunst.de: Verstorbene Mitglieder der Neuen Gruppe (mit Geburts- und Todesjahr) (abgerufen am 21. April 2016)

sowie eventuelle Einzelnachweise, z. B. durch offizielle Ausstellungskataloge des Hauses der Kunst, falls die betreffenden Künstler unter der Rubrik Neue Gruppe verzeichnet sind (Ergänzungen/Korrekturen der Lebensdaten bitte mit nachprüfbaren Angaben!).

## A
- Josef Achmann (1885–1958)
- Max Ackermann (1887–1975)
- Peter Ackermann (1934–2007)
- Friedrich Ahlers-Hestermann (1883–1973)
- Elida von Alten (* 1913)[1]
- Alo Altripp (1906–1991)
- Horst Antes (* 1936)

## B
- Jörg Bach
- Bele Bachem (1916–2005)
- Joss Bachhofer (* 1955)
- Hans Matthäus Bachmayer (1940–2013)
- Josef Bachmeier (* 1930)
- Klaus Backmund
- Alexander Bader (1937–2013)
- Ulrich Baehr (* 1938)
- Arnold Balwé (1898–1983)
- Elisabeth Balwé-Staimer (1896–1973)
- Hans Baschang
- Heinz Battke (1900–1966)
- Karl Heinz Bauer (* 1925)
- Robert Bauer-Haderlein (1914–1996)
- Willi Baumeister (1889–1955)
- Fritz Baumgartner (* 1929)
- Else Bechteler (* 1938)
- Theo Bechteler (1903–1993)
- Curth Georg Becker (1904–1972)
- Walter Becker (1893–1984)
- Klaus Bendixen (1924–2003)[2]
- Gerhart Bergmann (1922–2007)
- Hubert Berke (1908–1979)
- Andreas Bindl (1928–2010)
- Julius Bissier
- Eva Maria Blödner (* 1942)[3]
- Manfred Bluth
- Karl Bohrmann
- Barbara Boidol (* 1938)
- Ursula Bolck-Jopp
- Yvonne Bosl (* 1967)[4]
- Walter L. Brendel (1923–2013)
- Hanne Brenken (* 1923)
- Georg Brenninger (1909–1988)
- Sabine Bretschneider (* 1975)
- Fritz Brosig (* 1934)
- Peter Brüning (1929–1970)
- Hede Bühl
- Rita Bugar
- Hans Jürgen Burggaller (* 1936)
- Fritz Burkhardt (1900–1983)
- Klaus Bushoff (* 1937)
- Hal Busse

## C
- Karl Caspar
- Maria Caspar-Filser
- Raffaele Castello (1905–1969)
- Rolf Cavael
- Justus Chrukin (* 1933)
- Dietrich Clarenbach (* 1935)
- Oskar Coester
- Christine Colditz (* 1943)
- Peter Collien (* 1938)
- Leo Cremer
- Carl Crodel
- Eugen Croissant
- Michael Croissant
- Elisabeth Cull (* 1934)
- Richard Cull (* 1934)
- Rolf Curt (* 1931)

## D
- Karl Fred Dahmen
- Bernd Damke
- Maks Dannecker (* 1976)
- Waltraud Danzig (* 1945)
- Reinhard Dassler (1933–2023)
- Barbara David (* 1938)
- Anja Decker (1908–1995)
- Gerd Dengler (* 1939)
- Jean Deyrolle
- Paul Dierkes
- Peter Dietz
- Martin Dittberner (1912–2003)
- Otto Dix
- Leiv Warren Donnan (* 1938)
- Bärbel Dreisbach (* 1938)
- Monika Dubuse (* 1940)

## E
- Fritz Ebeling (* 1930)
- Norbert Eberle (* 1954)
- Erwin Echternacht (* 1925)
- Michael Eckle (* 1951)
- Otto Eglau
- Heinrich Ehmsen
- Alfred Eichhorn
- Gerd Eisenblätter (* 1938)
- Hubert Elsässer
- Edgar Ende
- Maja Engelbrecht (* 1939)
- Babs Englaender

## F
- Ferdinand Filler
- Alexander Fischer
- Lothar Fischer
- Günther Förg
- Sabine Franek-Koch (* 1939)
- Hans Michael Franke
- Ronald Franke (1960–2015)
- Eduard Franoszek (1935–1995)
- Hans Friedrich (* 1939)
- Hartmut Frielinghaus (1937–1995)[5]
- Ernst Fritsch
- Reinhard Fritz (* 1946)
- Heinz Fuchs (1886–1961)
- Franz Xaver Fuhr

## G
- Winfried Gaul
- Dieter Gassebner (* 1950)
- Ludwig Gebhard
- Nikolaus Gerhart
- Felicitas Gerstner (* 1959)
- Johannes Gecelli
- Otto Geigenberger
- Rupprecht Geiger
- Willi Geiger
- Ernst Geitlinger
- Fritz Genkinger
- Theodor Georgii
- Johann Georg Geyger
- Werner Gilles
- Erich Glette
- Hermann Goderbauer (* 1937)
- Hubertus Goertz (* 1939 in Viersen)[6]
- Jürgen Goertz
- Hans Gött
- Silvia Götz[7]
- Ekkeland Götze
- Kuno Grathwohl (1928–2014)
- HAP Grieshaber
- Ludwig Wilhelm Grossmann (1894–1960)[8]
- Hermann-Hetum Gruber (* 1937)
- Heinz Gruchot

## H
- Bettina van Haaren[9]
- Zita Habarta (* 1956)
- Hugo von Habermann d. J. (1899–1981)
- Hans Uwe Hähn (* 1955)
- Otto Herbert Hajek
- Mona Hakimi-Schüler[10]
- Kurt Hallegger
- Albrecht von Hancke
- Fritz Harnest
- Rudolf Härtl (* 1930)
- Adolf Hartmann
- Karl Hartung
- Yoshimi Hashimoto (* 1949)
- Erich Hauser
- Josef Hauzenberger (1926–1991)
- Erich Heckel
- Ernst Ludwig Heckelmann (* 1948)[11]
- Clapeko van der Heide (* 1940)
- Bernhard Heiliger
- Gisela Heim
- Erica Heisinger (* 1936)
- Werner Heldt
- Hans Detlev Henningsen
- Josef Henselmann
- Claus-Dietrich Hentschel (* 1937)
- Peter Herkenrath
- Walter Herzger
- Julius Hess
- Anton Hiller
- Werner Hilsing (* 1938)
- Alfred Himstedt (* 1938)
- Annelies Hinzpeter (* 1936)
- Karl Horst Hödicke (1938–2024)
- Gerhard Hoehme
- Karl Hofer
- Karl-Heinz Hoffmann
- Rudolf Hoflehner
- Otto Hohlt (1889–1960)
- Manfred Hollmann
- Fritz Huhnen (1895–1981)
- Jürgen von Hündeberg (1922–1991)[12]

## I
- Karl Imhof (* 1940)
- Wilhelm Imkamp

## J
- Robert Jacobsen
- Gerd Jaehnke (1921–2005)
- Hans Jaenisch
- Helga Jahnke (* 1939)[13]
- Mienske Janssen (* 1925)
- Peter Janssen
- Guido Jendritzko
- Wolfgang Jörg (* 1934)
- Klaus Jürgen-Fischer (1930–2017)

## K
- Holger Kaminski (* 1940)
- Rudolf Kämmer (* 1935)
- Ari Walter Kampf
- Trisha Kanellopoulos (* 1952)
- Herbert Kaufmann (1924–2011)
- Max Kaus
- Burghild Keller (* 1936)
- Josef Kien (eigentlich Josef Kienlechner, 1903–1985)[14]
- C. M. Kiesel (* 1903)
- Günther Kirchberger (* 1928)
- Heinrich Kirchner
- Georgios Kitsos (* 1939)
- Herbert Kitzel
- Katharina Klampfleuthner-Kirchner (* 1929)
- Konrad Klapheck (1935–2023)
- Gert Kleimann (* 1929)
- Hans Kleyer (* 1935)
- Carl-Heinz Kliemann
- Max Kneissl (* 1938)
- Ernst Klinger (1900–1962)
- Karl Knappe
- Günther Knipp
- Ulrich Knispel (1911–1978)[15]
- Erich Koch
- Fritz Koenig (1924–2017)
- Oskar Kokoschka
- Sigrid Kopfermann
- Leo Kornbrust
- Felicitas Köster-Caspar (1917–2016)
- Dieter Kraemer[16]
- Dieter Kränzlein
- Ernst Krebs (* 1939)
- Gerhard Kreische (1905–1976)[17]
- Dieter Krieg
- Tom Kristen (* 1968)[18]
- Paul Krüger (* 1907)
- Alfred Kubin
- Hans Kuhn
- Wolfgang Kunde (* 1935)

## L
- Anton Lamprecht
- Robert Lang
- Reinhard Lange  (* 1938)
- Ferdinand Lammeyer (1899–1995)
- Werner Laves (* 1903)
- Christopher Lehmpfuhl
- Dietmar Lemcke
- Erika Lenzner (* 1892)
- Rolf Leube (* 1938)
- Doris Leuschner
- Walter Libuda
- Hans Reinhold Lichtenberger
- Joachim Liestmann (* 1936)
- Kuno Lindenmann
- Albert Lohr (* 1949)
- Edgar Lorenz (* 1955)
- Wilhelm Loth
- Joachim Lüdcke (1925–1989)
- Angelika Lülsdorf (* 1934)

## M
- Herbert Maier
- Werner Mally (* 1955)
- Wilhelm Maly (1894–1943)[19]
- Priska von Martin (1912–1982)
- Gabriele Marwede
- Ewald Mataré
- Silke Mathé (* 1968)[20]
- Rudolf Mauke (* 1924)
- Katja Meirowsky
- Karl Meisenbach (1898–1976)
- Georg Meistermann
- Hans Mettel
- Nikolaus Mohr (* 1954)
- Peter Möller (* 1965)
- Rolf Müller-Landau
- Ben Muthofer

## N
- Bill Nagel
- Ernst Wilhelm Nay
- Remigius Netzer
- Marlene Neubauer-Woerner
- Susanne Neuner (* 1951)
- Thomas Niederreuther
- Alexander Nüßlein

## O
- Hermann Ober
- Richard Oelze
- Konrad Oppenrieder (* 1959)
- Axel F. Otterbach
- Helmut Otto

## P
- Sigrid Pahlitzsch (* 1953)
- Joachim Palm
- Wolf Panizza (1901–1977)
- Otto Pankok
- Max Pechstein
- Sarah Pelikan
- Herbert Peters
- Wolfgang Petrick
- Georg Karl Pfahler
- Helmut Pfeuffer (* 1933)
- Otto Piene
- Karl Potzler (1920–1995)
- Markus Prachensky
- Heimrad Prem
- Gisbert Pupp
- Hans Purrmann
- Walter Püttner

## Q
- Lothar Quinte

## R
- Max Radler (1904–1971)
- Inga Ragnarsdóttir (* 1955)
- Luise Ramsauer (* 1959)
- Julia Reich (* 1974)
- Karl Reidel
- Karl Reinhartz (* 1932)
- Jürgen Reipka
- Friedrich Reiter (* 1938)
- Helga Remling (* 1937)
- Rolf Richter (* 1929)
- Helmut Rieger
- Otto Ritschl
- Emy Roeder
- Karl Röhrig
- Bodo Rott (* 1971)[21]
- Hans Rucker
- Andreas Rumland (1947–2018)[22]

## S
- Rolf Sackenheim
- Edwin Scharff
- Richard Scheibe
- Walter Schelenz
- Stefan Scherer (* 1955)
- Friedrich G. Scheuer
- Christian Schied (* 1958)[23]
- Arno Schiffers
- Hildegard Schill (* 1915)
- Adolf Schinnerer
- Lotte Schlegel (* 1929)
- Rudolf Schlichter
- Eberhard Schlotter
- Karl Schmidt-Rottluff
- Hans Heinrich Schnack (* 1936)
- Christa von Schnitzler
- Hinnerk Schrader (* 1932)
- Ludwig Gabriel Schrieber
- Astrid Schröder (* 1962)
- Emil Schumacher
- Ernst Schumacher
- Robert Schuppner (1896–1966)
- Erwin Schutzbach (1909–1993)
- Brigitte Schwacke (* 1957)
- Reiner Schwarz
- Kurt Schwerdtfeger
- Renate Selmayr (* 1958)
- Jochen Seidel
- Gustav Seitz
- Hilde Seyboth (* 1944)
- Andreas Sobeck (1942–2018)
- Kurt Sohns
- Diether Sommer
- Helge Sommerrock (* 1942)
- Peter Sorge
- Richard Jakob Spaeth (1906–1984)
- Arnulf Spengler (* 1936)
- Brigitte Spielmann-Sommer
- Friedrich Stabenau (1900–1980)[24]
- Toni Stadler
- Klaus Staudt
- Dorothea Stefula (1914–1997)
- György Stefula (1913–1999)
- Hildegard Stein (* 1918)
- Rolf Steinhausen (* 1943)
- Rupert Stöckl
- Egon Stöckle (* 1936)
- Gabriele Stolz[25]
- Paul Strecker
- Helmut Sturm

## T
- Göta Tellesch (1932–2013)
- Hermann Teuber
- Walther Teutsch (1883–1964)
- Fred Thieler
- Hugo Troendle
- Wolf-Dieter Trüstedt (* 1939)
- H. W. Twardzik (* 1932)

## U
- Wilhelm Uhlig
- Max Unold

## V
- Helmut Vakily (* 1938)
- Dietrich Veitinger (* 1936)
- Dieter Villinger (* 1947)
- Werner Volkert (* 1911)
- Voré (* 1941)

## W
- Rudolf Wachter
- Michel Wagner
- Reinhard Wagner (1936–1993)
- Maria Wallenstål-Schoenberg (* 1959)
- Max Walter (* 1933)
- Martin Wank
- Stefan Wanzl-Lawrence
- Bernd Weber (* 1959)[26]
- Stefan Wehmeier (* 1955)
- Ernst Weiers (1909–1978)
- Ernst Weil
- Conrad Westpfahl
- Gottfried Wiegand[27]
- Dieter Wild (* 1924)
- Hans Wimmer
- Paula Wimmer
- Gerhard Wind
- Gerhard Winner (* 1936)
- Fritz Winter
- Jörg Wisbeck (1913–2002)
- Hans Wolski (* 1935)
- Fritz Wotruba
- Paul Wunderlich

## Z
- Walter Zehringer (* 1940)
- Pavel Zelechovsky (* 1947)
- Mac Zimmermann
- Zenta Zizler[28]
- Uta Zwölfer (* 1937)